# Монтегалда (Виченца)
Монтегалда (итал. Montegalda) је насеље у Италији у округу Виченца, региону Венето.
Према процени из 2011. у насељу је живело 1122 становника. Насеље се налази на надморској висини од 23 м.

## Становништво
Према резултатима пописа становништва 2011. у општини је живело 3.343 становника.
| 1931. | 1936. | 1951. | 1961. | 1971. | 1981. | 1991. | 2001. | 2011. |
| ----- | ----- | ----- | ----- | ----- | ----- | ----- | ----- | ----- |
| 3.276 | 3.266 | 3.419 | 3.102 | 2.778 | 2.890 | 2.813 | 3.099 | 3.343 |